# Can Bas
Can Bas és un mas amb molí al terme municipal de Cardedeu (Vallès Oriental) protegit com a bé cultural d'interès local. Hi ha un incendi documentat durant la Guerra del Francès, i una reconstrucció que data vers 1813 segons la biga de les golfes. La propietat de la casa ha estat de sempre dividida en dos, i un dels propietaris -que té la seva part arrendada que no és el molí- sembla que conserva documentació.
Masia amb coberta a doble vessant, orientada a llevant. Porta dovellada, planta pis i golfes. Les finestres amb pedra motllurada i ampit sortit. Presenta rellotge de sol. La façana està arrebossada, amb angles de pedra. Les portes interiors tenen llinda de pedra de granit. Té un cos adossat al llarg del cantó est, i la casa fou allargada uns 8m pel nord en tota la seva amplada. Una biga cremada de les golfes duu la data de 1813. La casa està dividida en dos habitatges. El de l'esquerra correspon al molí, i la meitat dreta era dels qui tenien les terres. L'estructura del molí ha desaparegut i hi ha un garatge. A sota, l'antic pas d'aigua conservat per un cas de riuada fer de desguàs. A la façana hi ha un bacallà pintat, i en una paret té una finestra romànica aprofitada. A l'interior hi ha un forn de pa.